# Luca Ippoliti
Luca Ippoliti (Marino, 31 ottobre 1979) è un giocatore di calcio a 5 italiano, campione europeo con la nazionale italiana nel 2003.

## Carriera

### Club
Ha iniziato la sua carriera nel calcio nelle giovanili della Roma.
Successivamente passa a giocare a calcio a 5 nelle squadre della sua regione. Attualmente milita nell'Italpol.

### Nazionale
Con la nazionale italiana vanta quaranta presenze e 9 gol, un Europeo nel 2003 e un terzo posto all'Europeo del 2012. Nell'ottobre del 2012 annuncia il suo ritiro dalla nazionale.

## Palmarès

### Club
- Campionato italiano: 1

Genzano: 1999-00
- Coppa Italia: 3

Genzano: 1999-00
Lazio: 2002-03, 2010-11

### Nazionale
- Campionato d'Europa: 1

Italia: 2003